# Prąd Wiatrów Zachodnich

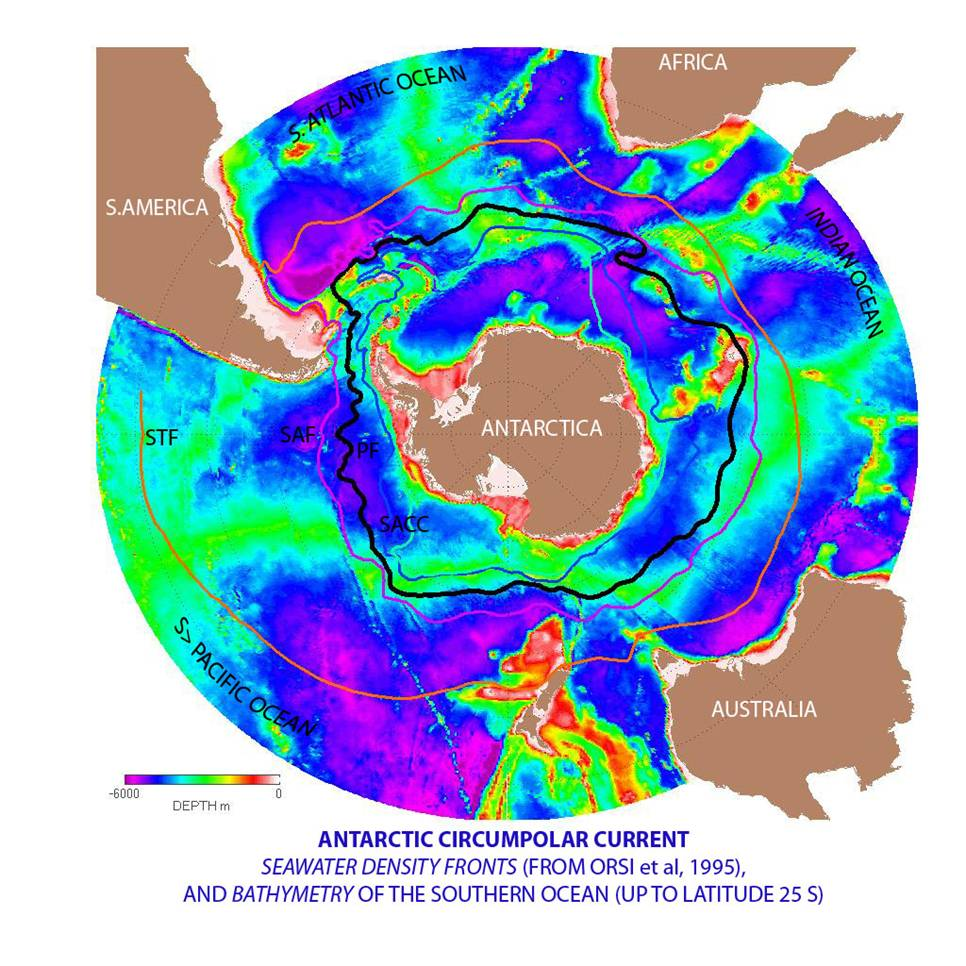
Przebieg Antarktycznego Prądu Okołobiegunowego według badań satelitarnych

Prąd Wiatrów Zachodnich, Antarktyczny Prąd Okołobiegunowy (dawniej: Dryf Wiatrów Zachodnich) – zimny prąd morski, największy system prądów obiegający kulę ziemską. Płynie między 40 a 56 stopniem szerokości geograficznej południowej. Jest to strefa bardzo silnych wiatrów, sztormów i gwałtownych zmian pogodowych.
W strefie południowej Atlantyku odnogami Prądu Wiatrów Zachodnich są zimne prądy morskie: Benguelski (opływający południowo-zachodnie wybrzeża Afryki) oraz Falklandzki, który wpływa na warunki pogodowe na Falklandach i na wybrzeżu Argentyny.
Na Pacyfiku swój początek bierze inny zimny prąd, który również stanowi odnogę Prądu Wiatrów Zachodnich. Jest to Prąd Peruwiański (Humboldta), który płynie wzdłuż zachodnich wybrzeży Ameryki Południowej, aż po strefę równikową. Na Oceanie Indyjskim analogicznie swój początek ma zimny Prąd Zachodnioaustralijski. Szerokość Prądu Wiatrów Zachodnich jest zróżnicowana i wynosi od 900 do 2000 km. Głębokość w wielu miejscach przekracza 3000 metrów. Niejednokrotnie w jego obszarze można spotkać krę lodową, a nawet duże fragmenty gór lodowych, które odrywają się w porze letniej na wybrzeżach Antarktydy.
Transportuje on ok. 125 000 000 m³ wody na sekundę (125 Sv). Prąd ten stabilizuje i kształtuje klimat ziemski, jednocześnie izoluje Antarktydę od dopływu ciepłych mas wody z północy. Temperatura wody wynosi w ciągu roku od 0 do 15 stopni Celsjusza.